# Spilosoma rosacea
Spilosoma rosacea är en fjärilsart som beskrevs av Butler 1879. Spilosoma rosacea ingår i släktet Spilosoma och familjen björnspinnare. Inga underarter finns listade i Catalogue of Life.